# 空印案
空印案是發生在明代洪武年間，因空白蓋印公務文書而引發的案件。此案在當時受到明太祖朱元璋相當程度的重視，並因此誅殺數百名相關官員。

## 起因
明朝時每年地方都需派人至戶部報告財政收支帳目，所有帳目必須和戶部審核後完全相符方能結算。若其中有任何一項不符就必須駁回重新造冊，且須再蓋上原地方機關大印才算完成。因當時交通並不發達，往來路途遙遠，如果需要發回重造勢必耽誤相當多的時間，所以前往戶部審核的官員都備有事先蓋過印信的空白書冊以備使用。這原本是從元朝既有的習慣性做法，也從未被明令禁止過。
《劍橋中國明代史》解釋，錢糧在運輸過程中會有損耗，所以從運送一直到戶部接收時的數字一定不會相符，在路上到底損耗了多少，官員們無法事先預知，只有到了戶部將要申報之時才能知道其中的差額，所以派京官員都習慣用空印文書在京城才填寫實際的數目。明太祖朱元璋獲知此事後大為震怒，認為這是官員相互勾結的欺君重罪，因而下令處罰所有相關官員。

## 發生時間的歧異與解釋
空印案發生的時間有幾個不同說法，一說為洪武九年（西元1376年），一說為洪武十五年（西元1382年）。
《明史·刑法志》裡記載洪武十八年郭桓案後追述一句“先是十五年空印事發。”又載戶部核查的名目是“錢糧、軍需諸事”。所以空印案發生於洪武十五年的說法可能是來自於《明史·刑法志》的記載。
《明史》卷一百三十九《鄭士利傳》傳中記載“時帝方盛怒……丞相御史莫敢諫。士利嘆曰：“上不知，以空印為大罪。誠得人言之，上聖明，寧有不悟。……會星變求言。士利曰‘可矣’。”同卷《葉伯巨傳》記述“洪武九年星變，詔求直言。”葉伯巨在此時上疏，批評朱元璋“分封太侈，用刑太繁，求治太速”。《國榷》中記載這次星變的時間，是在洪武九年閏九月初，由此可推算鄭士利上疏是在洪武九年。方孝孺也在《葉鄭傳》明確記載：“洪武九年，天下考校錢穀策書，空印事起。”
由於《明史》本身的記載前後並不相符，因此很難單就其記述來確認空印案發生的時間。
在方孝孺《先府君行狀》裡記載其父方克勤“終歲，將釋歸，會印章事起，吏又誣及。”因方克勤曾在洪武八年十月被下屬程貢誣陷，發到江浦服刑。服刑將滿一年即將釋放之時卻又發生了空印案，再度被牽連，於洪武九年十月二十四日去世(《先府君行狀》)。因此將空印案發生的時間推定為洪武九年九月是較為恰當的。
又《葉鄭傳》文中技記述“丞相大夫皆知空印者無它罪，可恕，莫敢諫”，鄭士利後來為此上疏，由丞相將上疏交御史大夫轉達御前，由於洪武十三年胡惟庸案後，明太祖朱元璋已宣布廢相，鄭士利可將上疏交由宰相轉達，由此可推斷空印案不可能發生於洪武十三年之後，因當時已無宰相一職。

## 受牽連的人數爭議
空印案與郭桓案中遭牽連誅殺數字可能是根據《明史·刑法志》而來。《刑法志》中提到郭桓案“系死者數萬人”，又提到“二獄（空印案與郭桓案）所誅殺已過當。而胡惟庸、藍玉兩獄，株連死者且四萬”。空印案跟郭桓案等三案所誅殺也在四萬，所以一般皆認為應有七至八萬人被殺。然而方孝孺在《葉鄭傳》提到，空印案發生時，“凡主印吏及署字有名者皆逮系御史獄。獄凡數百人。士利兄亦以河南時空印系獄中”。士利兄即為鄭士元，曾任河南懷慶府同知，此時任湖廣按察司僉事。鄭士元可能就是“行省言臣二十餘輩”的其中一個。鄭士利在案發之初就想上疏，但為了避免受人懷疑是為救其兄，所以一直等到鄭士元出獄之後才敢上疏，就是為了替留在獄中的死囚申辯。在《葉鄭傳》文末提到鄭士利失敗，朱元璋還是“竟殺空印者”。
鄭士元任官湖廣，卻因從前任河南任內之事入獄，說明朱元璋是按照空印文書上的署名逮捕官員。所以被逮捕的人數其實也不過數百人之譜。全文末也未提到在這數百人之後又進行了逮捕行動。且在這數百人中還有部份是被充軍而非處死。所以被殺的人也就不會超過數百人。而一般所稱的數萬人很可能是依照其他幾個大案推測而來的。
明朝之初整個官員階層的人數並不多，而經手空白蓋印文書也只有其中一小部分，如果按照數萬人來推算，官員人數應該會嚴重不足，造成政務運轉以及地方管理上的困難，這也不可能會是朱元璋所樂見的。
在《中外歷史年表》提到，洪武九年“空印獄起，官吏下獄者數百人”應該是比較能採信的說法。

## 鄭士利的上疏
對於空印案所產生的一連串逮捕行動，鄭士利在上疏文中主要有以下幾點申辯：
- 第一，官方文書的效力產生在於必須蓋有完整的印章，錢糧文書蓋的是騎縫章，是無法隨意挪做貪贓枉法之用的。
- 第二，所有申報的錢糧確切數目必須要從縣、府、省一直到戶部，層層往上確認符合，只有最後到戶部才能知道確切的數字，如果“待策書既成而後用印”，就一定得重新造冊，也勢必會耽誤時間，故“先印而後書”只是權宜之計，並非刻意欺君瞞上之事。
- 第三，在空印案發生之前一直沒有明確立法禁止，而今誅殺這些官員並沒有法律依據。
- 第四，官員是需要數十年才得以培養造就的人才，輕易殺掉是很可惜的。

然而鄭士利的上疏並沒有讓朱元璋打消誅殺官員的念頭，反而激怒了他，朱元璋還是「竟殺空印者」，無一倖免。

## 結果
因空印案而遭處死的包括「每歲布政司」、「府州縣吏詣戶部核錢糧」、「軍需諸事」，接著朱元璋下令處死主印官員，副職以下杖一百充軍遠方（《明史·刑法志》）。
《明史·刑法志》中記載，空印案中被處罰的官員都是布政司以下的官員。但是其實還有地方上的言臣，也就是各省按察使司的官吏。
方孝孺《葉鄭傳》記載“行省言臣二十餘輩、守令署印者皆欲置之死”，後來朱元璋“竟殺空印者”。由此可知言臣中也有負責主印者。